# Dipseudopsis indica
Dipseudopsis indica is een schietmot uit de familie Dipseudopsidae. De soort komt voor in het Oriëntaals gebied.